# Топол при Бегуњах
Топол при Бегуњах (словен. Topol pri Begunjah) је насељено место у општини Церкница, Приморско-нотрањска регија, Словенија.

## Историја
До територијалне реорганизације у Словенији био је у саставу старе општине Церкница.

## Становништво
У попису становништва из 2011. године, Топол при Бегуњах је имао 72 становника.
| Број становника према пописима | Број становника према пописима | Број становника према пописима |
| ------------------------------ | ------------------------------ | ------------------------------ |
| 1991                           | 2002                           | 2011                           |
| 88                             | 85                             | 72                             |

Напомена: До 1953. исказивано под именом Топол.

## Галерија
- црква
- сеоске куће